# Lithostege pallescens
Lithostege pallescens är en fjärilsart som beskrevs av Otto Staudinger 1897. Lithostege pallescens ingår i släktet Lithostege och familjen mätare. Inga underarter finns listade i Catalogue of Life.